# Деббі Вассерман Шульц

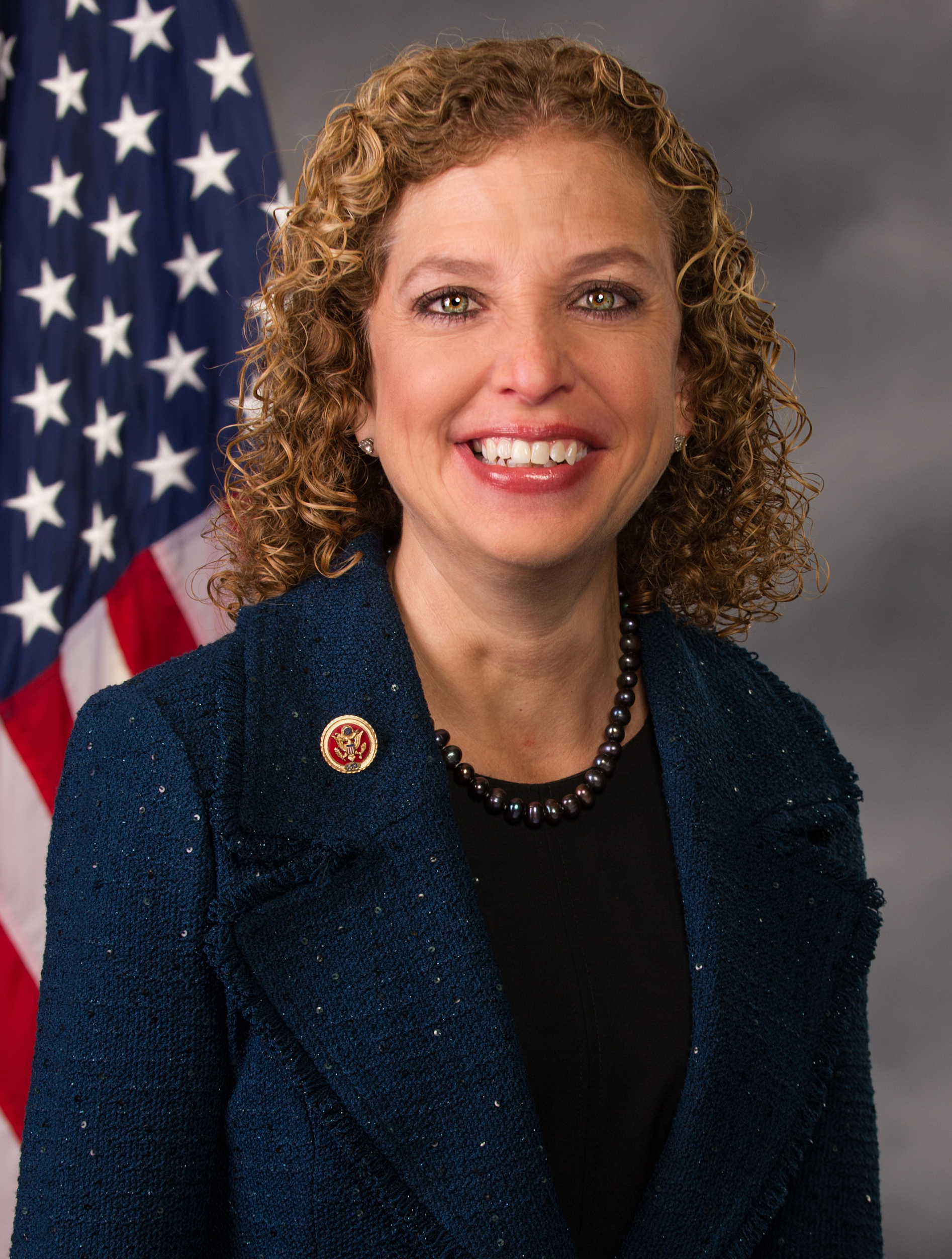
Деббі Вассерман Шульц

Дебора «Деббі» Вассерман Шульц (англ. Deborah "Debbie" Wasserman Schultz; нар. 27 вересня 1966, Квінз, Нью-Йорк) — американський політик-демократ, член Палати представників США від Флориди з 2005 р. (перша жінка єврейського походження, обрана від штату Флорида).
У 1988 р. вона отримала ступінь бакалавра в Університеті Флориди в Гейнсвіллі, а у 1990 р. — магістра у галузі політології. З 1989 по 1992 рр. — помічник конгресмена Пітера Дойча. З 1992 по 2000 рр. Вассерман Шульц була членом Палати представників Флориди, з 2000 по 2004 рр. — у Сенаті штату.
З 2011 по 2016 рр. вона очолювала Національний комітет Демократичної партії.

## Українофобія
- 25 квітня 2018 року, разом із групою конгресменів, виступила зі звинуваченнями на адресу Польщі й України в антисемітизмі[4]. У заяві містилося звинувачення обидвох держав та її урядів у возвеличуванні нацистських колаборантів та заперечуванні Голокосту[5]. 9 травня того ж року Ваад України спростував ці звинувачення, а саму заяву конгресменів від Демократичної Партії назвав «антиукраїнською дифамацією», яку використовує російська пропаганда у війні проти України[6][7].